# 駐日ベネズエラ大使館
駐日ベネズエラ大使館（ちゅうにちベネズエラたいしかん、スペイン語: Embajada de Venezuela en Japón、英語: Embassy of Venezuela in Japan）は、ベネズエラが日本の首都東京に設置している大使館である。在東京ベネズエラ大使館（ざいとうきょうベネズエラたいしかん、スペイン語: Embajada de Venezuela en Tokio、英語: Embassy of Venezuela in Tokyo）とも呼ばれる。

## 所在地
2022年11月28日より、下記の住所で運営されている。2022年11月27日までの住所は「東京都港区西麻布4-12-24 興和西麻布ビル7階703号」であった。
| 日本語     | 〒104-0042 東京都中央区入船二丁目7-4 政光ビル3階               |
| スペイン語 | Edificio Seiko Piso 3, 2-7-4 Irifune, Chuo-ku, Tokyo, 104-0042 |
| 英語       | Seiko Bldg. 3F, 2-7-4 Irifune, Chuo-ku, Tokyo, 104-0042        |

## 大使
2005年10月31日より、セイコウ・ルイス・イシカワ・コバヤシが特命全権大使を務めている。
歴代大使のうち1名が日系ベネズエラ人で、12代目のセイコウ・イシカワ大使（石川成幸、在任: 2005年～）がベネズエラ生まれの日系ベネズエラ人二世である。